# Eumecopoda walkeri
Eumecopoda walkeri är en insektsart som först beskrevs av Kirby, W.F. 1891.  Eumecopoda walkeri ingår i släktet Eumecopoda och familjen vårtbitare. Inga underarter finns listade i Catalogue of Life.